# Nikki Blonsky
Nicole Margaret Blonsky (Great Neck, Nueva York; 9 de noviembre de 1988), más conocida como Nikki Blonsky, es una actriz, cantante y bailarina estadounidense. Es más conocida por su papel como Tracy Turnblad en la película de 2007 Hairspray y como Maggie Baker en la película para televisión de 2008 Queen Sized. También es conocida por su papel protagonista en la serie original de ABC Family Huge.

## Primeros años
Ella y su hermano Joey son hijos de Karen, una ayudante de escuela, y Carl Blonsky, trabajador municipal del distrito de control contaminación del agua en el distrito de control. Ella es de ascendencia checa e irlandesa por parte de su madre. Comenzó a cantar a los tres años y comenzó a tomar clases vocales a la edad de ocho años. Fue criada como católica.
Blonsky asistió a Great Neck North Middle School, y asistió a John L. Miller Great Neck North High School por un año. Luego cambió a Village School, una escuela secundaria alternativa con solo cincuenta estudiantes. Después de la escuela cada día, ella asistiría al programa de teatro en William A. Shine Great Neck South High School, donde participó en las producciones Los miserables, Sweeney Todd, Kiss Me, Kate, y el papel principal de la ópera Carmen.

## Carrera
Dijo que anhelaba interpretar el papel de Tracy Turnblad desde que vio Hairspray en Broadway en su décimo quinto cumpleaños. En 2006, mientras trabajaba en Cold Stone Creamery, se enteró de que había sido elegida en la adaptación cinematográfica de 2007 de Adam Shankman.
Comenzó a trabajar en su álbum debut en septiembre de 2007 y colaboró con el músico de rock alternativo Duncan Sheik en varias pistas. Su primer sencillo, «On a High», de una de las canciones de Sheik, fue presentado en la película de Lifetime Queen Sized. El 18 de diciembre de 2007, se presentó con Turtle Creek Chorale en su primera actuación en solitario.
El 22 de junio de 2008, cantó el Himno nacional de los Estados Unidos en la ceremonia precarrera en 2008 de Toyota/Save Mart 350 en Infineon Raceway. En 2009, apareció en Ugly Betty, en el episodio «Dressed for Success». También coprotagonizó la serie de MTV de misterio Valemont en 2009.
Más tarde actuó en la serie de corta duración de ABC Family Huge, que se estrenó en junio de 2010, pero fue cancelada tres meses más tarde. En 2013 apareció en dos episodios de la serie de drama de NBC Smash. Más tarde ese año, apareció en Geography Club.

## Filmografía

### Cine
| Año  | Título              | Rol             | Notas                    |
| ---- | ------------------- | --------------- | ------------------------ |
| 2007 | Hairspray           | Tracy Turnblad  |                          |
| 2008 | Queen Sized         | Maggie Baker    | Película para televisión |
| 2008 | Harold              | Rhonda Baxter   |                          |
| 2011 | Waiting for Forever | Dolores         |                          |
| 2012 | The English Teacher | Sheila Nussbaum |                          |
| 2013 | Geography Club      | Therese         |                          |
| 2016 | Pup Star            | Lady Paw Paw    |                          |
| 2017 | The Last Movie Star | Faith           |                          |

### Televisión
| Año  | Título               | Rol                | Notas                                               |
| ---- | -------------------- | ------------------ | --------------------------------------------------- |
| 2009 | Ace of Cakes         | Ella misma         | Episodio «The Eagle Has Landed»                     |
| 2009 | Ugly Betty           | Teri O'Shaughnessy | Episodio «Dressed for Success»                      |
| 2009 | Valemont             | Poppy Barker       | 19 episodios                                        |
| 2010 | Huge                 | Willamena Rader    | Teen Choice Award for Choice Summer TV Star: Female |
| 2011 | The Fresh Beat Band  | MC Freeze          | Episodio «Dance Floor Superhero»                    |
| 2011 | Rocco's Dinner Party | Ella misma         | Episodio «Runway Ready»                             |
| 2013 | Smash                | Margot             | 2 episodios                                         |